# Samu Castillejo
Samuel "Samu" Castillejo Azuaga (sinh ngày 18 tháng 1 năm 1995) là cầu thủ bóng đá chuyên nghiệp người Tây Ban Nha chơi cho câu lạc bộ Valencia tại La Liga ở vị trí tiền vệ cánh phải. 

## Phong cách chơi bóng
Castillejo chủ yếu chơi bóng trong vai trò một tiền vệ cánh ở hành lang biên bằng chân trái ma thuật cũng là chân thuận của ngài. Anh cũng có thể chơi như một tiền đạo lùi hoặc số 9 ảo.

## Đời tư
Vào tháng 6 năm 2020, Castillejo bị cướp đồng hồ sau khi bị đe dọa bằng súng ở Milan.

## Danh hiệu
AC Milan
- Serie A: 2021–22[6]